# Ксенеласия
Ксенеласия (др.-греч. ξενηλᾰσία — «изгнание чужеземцев») — существовавшая в древнем дорийском Крите и Лаконии (Спарта) практика изгнания чужеземцев, считающихся нежелательными для общественного благосостояния.

## О термине
В древних источниках термин встречается в основном во множественном числе — ксенеласии. Буквально он переводится как «изгонять…» или «изгнание чужаков, чужеземцев».
Первоначально термин обладал узким значением — приказ спартанских властей по поводу изгнания с государственной территории определённых лиц иностранного происхождения. Впервые слово встречается в «Истории» Фукидида в контексте, связанном с напряжённой обстановкой в отношениях между Афинами и Спартой, которые готовились к войне. В данном труде это слово употребляется как существительное. Как глагол оно впервые появляется в произведении Аристофана «Птицы», где также имеется отсылка к Спарте.
Позднее (впервые у Платона) это слово приобретает более широкий смысл, начинает означать собственно изгнания иностранцев и ксенофобию вообще, иногда безо всякой связи со Спартой. В «Протагоре» это слово можно услышать в речах Сократа, говорящего о такой практике как о положительной, а Платон в «Законах» отзывается о ксенеласиях негативно, считая их применение неразумными.
В последующем данный термин приобретает всё более широкую известность и встречается уже в «Лакедемонской политии» Ксенофонта, причём, там он говорит о таких суровых мерах как о положительно влияющих на образ жизни спартанцев, его неприкосновенность. Древнегреческий историк Феопомп впервые употребляет данное понятие в единственном числе, подразумевая конкретный инцидент.
Позднее понятие стало употребляться Аристотелем для описания подобных мер на Крите, а далее у Гекатея этим же термином обозначается миграционная древнееврейская политика, то есть понятие постепенно, к III в до н. э. утрачивает свой конкретный исторический характер как описание действий спартанцев.

## Спартанские ксенеласии
В Спарте ксенеласия являлась административной мерой, которую применяли представители исполнительной власти (цари или эфоры) против определённых лиц по конкретному поводу. Нет однозначных данных о том, что ксенеласии проводились систематически и что они носили массовый характер. Маловероятно, чтобы спартанские ксенеласии можно было трактовать как практику тотальной ксенофобии; скорее это был спартанский вариант дипломатического института persona non grata, применявшегося по вполне определённым случаям.
Различные источники не сходятся в едином мнении о том, были ли ксенеласии в Спарте тотальными и или носили эпизодический характер и осуществлялись выборочно. Так, в произведении Платона «Протагор», Сократ говорит о ксенеласиях как о систематическом явлении, обоснованном тем, что иностранцы мешали спартанцам взаимодействовать со своими мудрецами. В одном из произведений Флавия Филострата его персонаж также утверждает, что в Спарте ни одному чужеземцу не могут быть предоставлены гражданство и возможность получить образование.
Однако чаще встречаются утверждения о несистематическом характере ксенеласий, о применении таких мер в случае необходимости. Например, по свидетельствам Плутарха и Геродота можно судить лишь о том, что подверглись изгнанию конкретные личности, осуществлявшие на территории Спарты противозаконные действия. В преддверии Пелопонесской войны гонения на иностранцев также не носили тотальный характер, и хотя они были довольно массовыми, у Фукидида можно встретить утверждение о том, что иностранцы продолжали тайно проживать в Лакедемоне. Об эпизодическом изгнании иностранцев из Спарты можно судить по случаю, описанному Плутархом, произошедшему в 460-х годах до н. э. В тот период случилось страшное землетрясение, которое чуть не уничтожило Спарту, а после него её захлестнули восстания. Тогда спартанцы призвали Афины помочь им, и в Лакедемон был выслан отряд солдат Кимона для помощи в борьбе с мятежниками, но по прибытии его развернули обратно, потому что спартанцы заподозрили афинян в сочувствии к их противникам. Такой жест рассорил Спарту и Афины на долгие годы, поэтому в «Птицах» Аристофана встречается упоминание о том, что чужеземцы в Лакедемоне подвергаются гонениям.
Также в пользу избирательного изгнания иностранцев из Спарты свидетельствует случай, описанный и Геродотом, и Плутархом (из чего можно сказать, что он скорее всего действительно имел место). Это инцидент, произошедший в Лакедемоне около 520-го года до н. э., когда Меандрий Самосский, бежавший с Самоса, хотел укрыться в Спарте, но был изгнан оттуда. Здесь не представляется возможным с полной уверенностью утверждать, что это был акт изгнания именно на национальной почве. В своей стране Меандрий не пользовался почётом, пришёл к власти незаконным путём и пытался незаконно присвоить себе богатства предыдущего тирана.